# Grupo Mowa
Mowa é uma empresa brasileira de desenvolvimento de software focada em soluções móveis, fundada em janeiro de 2002. A empresa iniciou suas atividades produzindo apenas soluções para o mercado B2B. Em 2006, nasceu a MowaSports, produzindo conteúdo esportivo, específico para celular. Em 2007, a empresa iniciou operações focadas em branding e marketing baseadas em mobile. No ano 2011,  foi lançado o Universo.mobi ou Fábrica de Aplicativos, uma plataforma de criação de Apps para celulares, cujo projeto foi incubado pela Mowa. Em 2012, a empresa passou a atuar também na área social, com a criação do Mowa Social Office.

## História
Fundado no início de 2002, a Mowa iniciou suas atividades com apenas uma unidade de negócio, a Mowa Telecom, focada em serviços B2B. Na época, a empresa especializou-se no desenvolvimento de software mobile e foram desenvolvidas soluções de sales force automation, stock control e gestão de linhas e aparelhos celulares corporativos.
No início de 2006, a empresa expandiu sua atuação passando a atender o mercado B2C, com a criação da Mowa Sports. Produzindo conteúdo esportivo desenvolvido para celular, a Mowa Sports desenvolveu wallpapers e ringtones, entre outras soluções.
Em 2007, já com o mercado B2C amadurecido e com base instalada de aparelhos apta a receber conteúdo pelo celular, a Mowa passou a atender também empresas buscando fazer marketing, relacionamento e construção de marcas através do celular.
Em 2011, a Mowa incubou o desenvolvimento da Universo.mobi ou Fábrica de Aplicativos, uma plataforma de desenvolvimento de Apps para celulares. A Fábrica de Aplicativos permite que qualquer um desenvolva Apps gratuitamente e sem necessidade de programação.
No início de 2012, a Mowa expandiu sua atuação mais uma vez, criando uma unidade de negócio focada em fornecer tecnologia para fomentar e promover causas sociais, ecológicas e cidadãs, o Mowa Social Office.
A partir de 2015 a Mowa Sports desvincula-se do grupo por mudança de controle acionário e passa a ter operação independente.

## Pesquisa da Mobilidade
Desde 2010, a Mowa lança uma pesquisa anual que mapeia a presença móvel nas 500 de maiores empresas do Brasil. O índice, lançado no início do segundo semestre, fornece um raio-x do mercado mobile no Brasil. São consideradas as 500 de maiores empresas do Brasil, somadas ao setor bancário e segurador.
No índice, são consideradas as empresas que possuem as seguintes iniciativas móveis:
- Ações SMS
- Aplicativo Móvel
- Site Móvel
- Aplicativo Tablet
- Todas as anteriores

## Aplicativos Criados
- Meu Carro - Disponível para iPhone[5], Blackberry[6]
- Rádio Alerta[7] - Disponível para iPhone, Blackberry e Android
- CBF Futebol 2006 - Disponível para J2ME
- Seleção[8] - Disponível para iPhone
- Vivo Franca - Disponível para iPhone
- Vivo Minas - Disponível para iPhone
- Hora do Intervalo - Disponível para iPhone
- SoccerEX 2010 - Disponível para iPhone
- SoccerEX 2011 - Disponível para iPhone, Android, J2ME.

## Principais  Prêmios

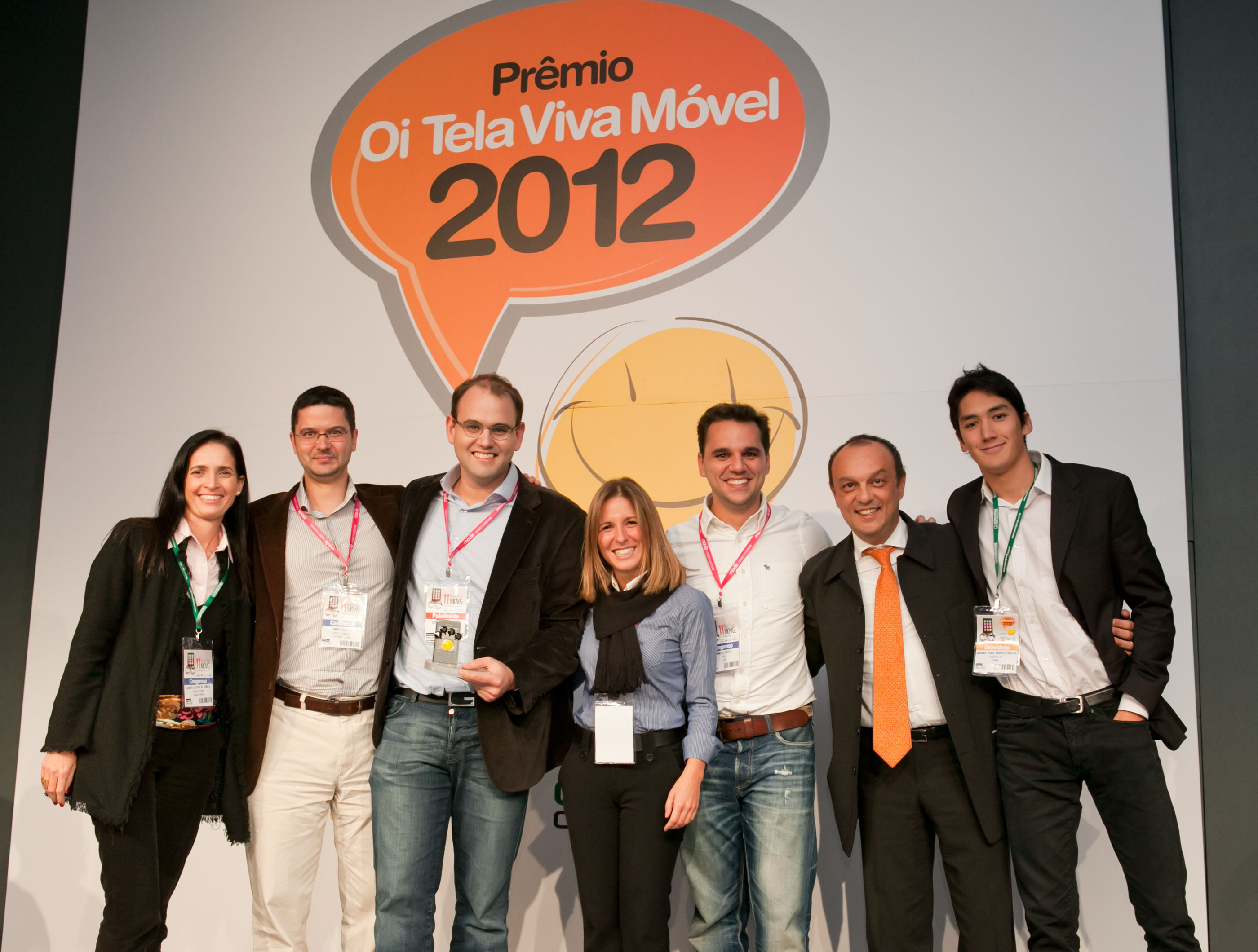
Equipe recebendo o prêmio Tela Viva Móvel 2012

- Vivo Awards 2004 - Case Vivo Diagnóstico
- Brew Awards 2005 - Case Vivo Diagnóstico
- Top de Marketing ADVB 2008 - Case Meu Carro
- Tela Viva Móvel 2012[9] - Case Vivo Meu App